# De Bult
De Bult est un hameau dans la commune néerlandaise de Steenwijkerland, dans la province d'Overijssel.